# Сунетт Вільюн
Сунетт Вільюн  (англ. Sunette Viljoen, 6 жовтня 1983) — південноафриканська легкоатлетка, олімпійська медалістка.

## Виступи на Олімпіадах
| Олімпіада   | Дисципліна    | Місце             |
| ----------- | ------------- | ----------------- |
| Афіни 2004  | метання списа | 35 (кваліфікація) |
| Пекін 2008  | метання списа | 33 (кваліфікація) |
| Лондон 2012 | метання списа | 4                 |
| Ріо 2016    | метання списа | 2                 |